# 3b-hidroksi-4a-metilholestenkarboksilat 3-dehidrogenaza (dekarboksilacija)
3b-hidroksi-4a-metilholestenkarboksilat 3-dehidrogenaza (dekarboksilacija) (EC 1.1.1.170, 3beta-hidroksi-4beta-metilholestenkarboksilat 3-dehidrogenaza (dekarboksilacija), 3beta-hidroksi-4beta-metilholestenoat dehidrogenaza, sterol 4alfa-karboksilna dekarboksilaza, sterol-4alfa-karboksilat 3-dehidrogenaza (dekarboksilacija), ERG26, NSDHL) je enzim sa sistematskim imenom 3beta-hidroksisteroid-4alfa-karboksilat:NAD(P)+ 3-oksidoreduktaza (dekarboksilacija). Ovaj enzim katalizuje sledeću hemijsku reakciju
3beta-hidroksisteroid-4alfa-karboksilat + NAD(P)+ {\displaystyle \rightleftharpoons } a 3-oksosteroid + CO2 + NAD(P)H
Ovaj enzim katalizuje dekarboksilaciju C-4 ugljenika i dehidrogenaciju 3beta hidroksila na C-3 ugljeniku 3beta-hidroksisteroid-4alfa-karboksilata. On učestvuje u biosintezi zimosterola i holesterola.

## Literatura
- Nicholas C. Price; Lewis Stevens (1999). Fundamentals of Enzymology: The Cell and Molecular Biology of Catalytic Proteins (Third изд.). USA: Oxford University Press. ISBN 019850229X.
- Eric J. Toone (2006). Advances in Enzymology and Related Areas of Molecular Biology, Protein Evolution (Volume 75 изд.). Wiley-Interscience. ISBN 0471205036.
- Branden C; Tooze J. Introduction to Protein Structure. New York, NY: Garland Publishing. ISBN 0-8153-2305-0.
- Irwin H. Segel. Enzyme Kinetics: Behavior and Analysis of Rapid Equilibrium and Steady-State Enzyme Systems (Book 44 изд.). Wiley Classics Library. ISBN 0471303097.

## Spoljašnje veze
- 3beta-hydroxysteroid-4alpha-carboxylate+3-dehydrogenase на 